# Synnøve Persen
Synnøve Persen, född 22 februari 1950 i Bevkop i Porsanger kommun, är en norsk-samisk bildkonstnär och författare. 
Synnøve Persen utbildade sig på Granums tegne- og maleskole i Oslo 1971, i måleri på Kunstskolen i Trondheim 1971-72 samt i måleri vid Statens Kunstakademi i Oslo 1972-78. Hon engagerade sig på 1970- och 80-talen för att förbättra samernas politiska och kulturella situation. Under början av Alta-konflikten var Synnøve Persen student vid konstakademin och hennes examensarbete 1977 lanserades som ett första utkast till den samiska flaggan. Hon deltog i svältstrejken under Alta-konflikten 1979 på Eidsvolds plass utanför Stortinget i Oslo. Hon hade sin första separatutstilling på Tromsø Kunstforening  i Tromsø 1983.  
Synnøve Persen var 1978 en av grundarna av Samisk Kunstnergruppe (Masi-gruppen), som önskade bryta med den traditionella inriktningen av samisk bildkonst. Under 1980- och 90-talen var hon konsulent för inköp av konst till bland annat De Samiske Samlinger och arbetade för att etablera ett samiskt konstmuseum i Karasjok. Hon arbetade med att bygga upp Samisk kunstnersenter samt av Samisk kunstnerforbund, där hon var ordförande 1980-83 och 1989-93. Hon ledde Samisk kunstnerråd 1991-92 och var också medlem av Norsk kulturråd1997-2001. 
Hon deltog i documenta 14 i Atén och Kassel 2017.
Hon arbetar och bor i Bevkop.